# ローズ・シアター
ローズ・シアター(英語: Rose Theatre, Kingston)はグレーター・ロンドン、キングストン・アポン・テムズ区のキングストン・ハイ・ストリートにある劇場である。広い張り出し舞台の周りに899名を収容できる客席を有する。
2008年1月16日、サー・ピーター・ホールの演出によるアントン・チェーホフの『ワーニャ伯父さん』でこけら落としした。ホールは2004年12月にまだ外側しか完成していない劇場ドームの中で「剥き出しの」『お気に召すまま』 公演も演出している。

## 設計
ローズ・シアターの設計はクリストファー・マーロウの戯曲やウィリアム・シェイクスピアの初期作が上演されていたエリザベス朝の劇場、ローズ座の設計に基づいている。浅い張り出し舞台が特徴である。もともとのローズ座とは異なり、ローズ・シアターはどちらかというとストラトフォード＝アポン＝エイヴォンのスワン・シアターに近いところがあり、エリザベス朝風の建築様式をより快適にすべく、屋根や現代的な客席がついている。1階席前方の列には椅子がなく、観客はかわりにクッションを使う。

## 来歴
ローズ・シアターはピーター・ホールと、キングストン・シアター・トラスト議長をつとめるデイヴィッド・ジェイコブズ(CBE)の支援によるプロジェクトであった。建造には千百万ポンドがかかったが、このうち五百万ポンドほどは地元の議会によって提供されており、キングストン大学、ピーター・ホール、キングストン劇場友の会も資金提供に関わっていた。建物のドーム外側部分はテムズ川岸の開発であるチャーター・キーの建造計画の一部としてセント・ジョージ公開有限会社によりトラストのため無料で建造された。 
2008年1月、劇場がオープンした一週間後にホールは辞職し、2008年4月からイングリッシュ・ツアーリング・シアターのディレクターを辞したスティーヴン・アンウィンが「芸術監督」の職に就くことになり、一方でホールは「名誉監督」として残ることになった。 
2010年11月25日、ローズ・シアターはキングストン・ビジネス賞で「コミュニティへの貢献」賞を獲得した。同じ週にサー・ピーター・ホールはイブニング・スタンダード賞にて、世界の演劇への貢献によりモスクワ芸術座「金のかもめ」賞を受賞した。 
ローズ座はキングストン・アポン・テムズ王立区から毎年50万ポンド、キングストン大学から毎年38万ポンド程度の支援を受けている。しかしながらアーツ・カウンシル・イングランドからは補助を受けていない。赤字が続き、2013年度には損失が20万ポンド以上にのぼったため、議論の的となった。チャールズ・スペンサーは、ナショナル・シアターやウエスト・エンドの劇場外がキングストン・アポン・テムズからすぐ行ける距離にあり、競争相手が多いことを客足の鈍さの原因として指摘している。 

## 上演
ローズ・シアターは主催公演を増やそうとつとめている。2004年に完成前の劇場でサー・ピーター・ホール演出『お気に召すまま』が上演された。2010年には同じホールの演出により、ジュディ・デンチをティターニア役に迎えて『夏の夜の夢』が上演された。

## 卒業式
キングストン大学では2010年(2009年学位取得者)からローズ・シアターで卒業式を行っている。それ以前は長年、ロイヤル・アルバート・ホールで、2009年にはロイヤル・フェスティバル・ホールで卒業式が行われていた。